# Amplificador magnético

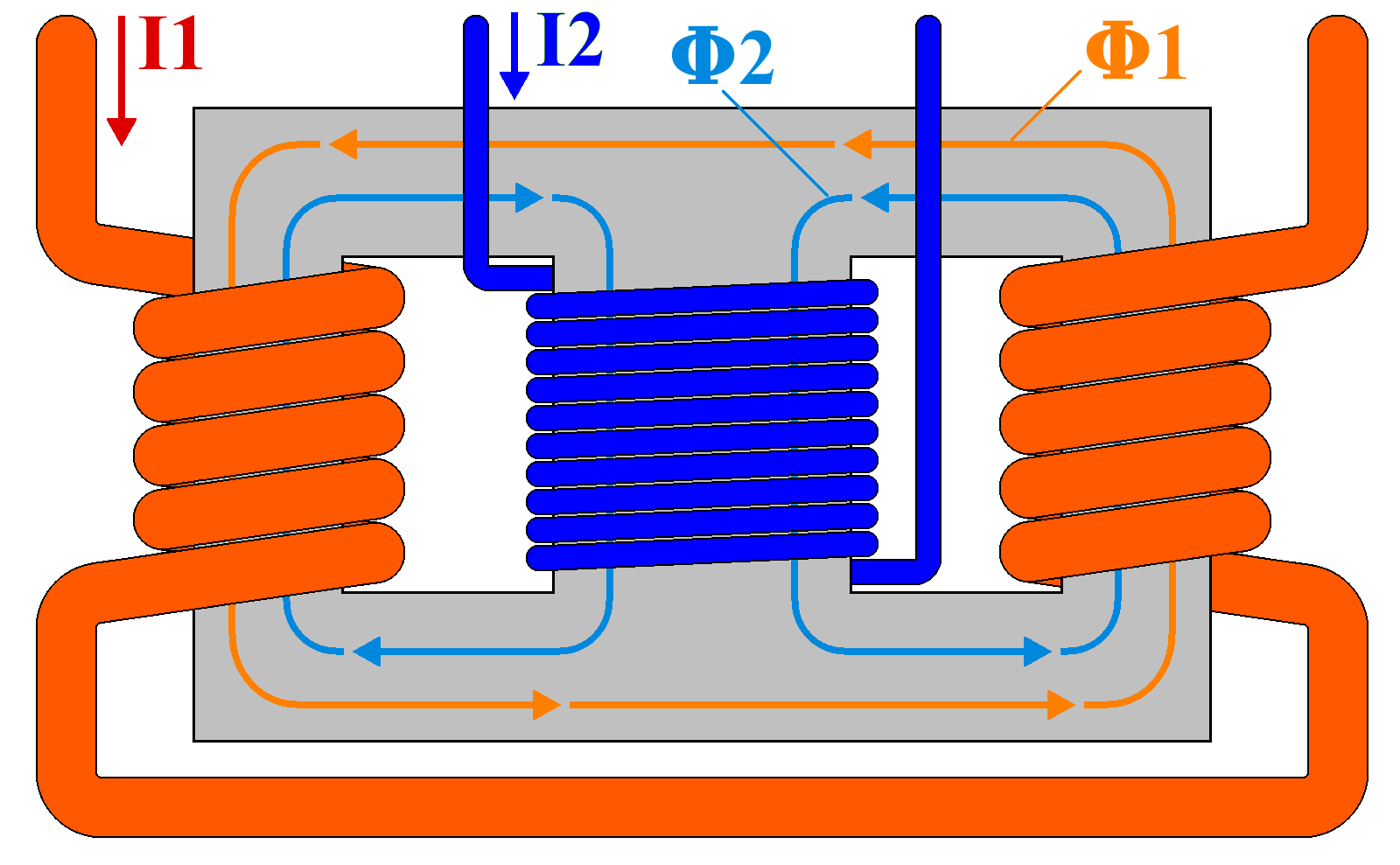
Reactor saturable construido sobre un núcleo ferromagnético de tres núcleos, con sus líneas de flujo

El amplificador magnético (conocido coloquialmente en inglés como mag amp) es un dispositivo electromagnético para amplificar señales eléctricas. Se inventó a principios del siglo XX y se utilizó como alternativa a los amplificadores de válvulas termoiónicas, cuando se requería robustez y alta capacidad de corriente.
Durante la Segunda Guerra Mundial Alemania perfeccionó este tipo de amplificador, usado en los dispositivos de control del cohete V2. Así mismo, desde 1947 hasta aproximadamente 1957, se empleó ampliamente en el control de potencia y en las aplicaciones de señal de baja frecuencia, cuando el transistor comenzó a sustituirlo.
Actualmente, el amplificador magnético ha sido reemplazado en gran medida por el amplificador basado en transistores, excepto en algunos casos de seguridad, aplicaciones críticas, de alta fiabilidad o extremadamente exigentes. Con posterioridad, se han seguido utilizando combinaciones de las técnicas de los transistores y de los amplificadores magnéticos.

## Principio de operación

Un reactor saturable, que ilustra el principio de un amplificador magnético

Visualmente, un dispositivo amplificador magnético puede parecerse a un transformador, pero el principio de funcionamiento es bastante diferente: esencialmente, el amplificador magnético es un reactor saturable. Utiliza la saturación magnética del núcleo, una propiedad no lineal de una determinada clase de núcleos de transformador. Para obtener unas características de saturación controladas, en los núcleos de los amplificadores magnéticos se emplean materiales que han sido diseñados para tener una forma específica de curva B-H que es altamente rectangular, en contraste con la curva B-H que se estrecha lentamente de los materiales de núcleo suavemente saturables a menudo utilizados en los transformadores normales.
El amplificador magnético típico consta de dos transformadores de núcleos magnéticos físicamente separados pero similares, cada uno de los cuales tiene dos devanados: un devanado de control y un devanado de corriente alterna (CA). Una pequeña corriente continua de una fuente de baja impedancia alimenta los devanados de control conectados en serie. Los devanados de CA pueden conectarse en serie o en paralelo, y las configuraciones resultantes dan como resultado diferentes tipos de amplificadores magnéticos. La cantidad de corriente suministrada al devanado de control establece el punto en la forma de onda del devanado de CA en el que se saturará el núcleo. Cuando se satura, el devanado de CA pasa de un estado de alta impedancia ("apagado") a un estado de muy baja impedancia ("encendido"), es decir, la corriente de control determina el punto en el que el voltaje del amplificador se activa.
Una corriente continua relativamente pequeña en el devanado de control puede modular o cambiar grandes corrientes de CA en los devanados de CA. Esto da como resultado la amplificación obtenida.
Se utilizan dos núcleos magnéticos para evitar que la corriente alterna genere una corriente de alto voltaje en los devanados de control. Al conectarlos en la fase opuesta, los dos se cancelan entre sí, de modo que no se induce corriente en el circuito de control.

## Ventajas
El amplificador magnético es un dispositivo estático sin partes móviles. No tiene mecanismos que se desgasten y posee una buena tolerancia al choque mecánico y a la vibración. Tampoco requiere tiempo de calentamiento.
Se pueden sumar múltiples señales aisladas mediante bobinados de control adicionales en los núcleos magnéticos. Los devanados de un amplificador magnético tienen una mayor tolerancia a las sobrecargas momentáneas que los dispositivos de estado sólido comparables. El amplificador magnético también se utiliza como transductor en aplicaciones como la medición de corriente y la brújula de puerto de flujo. Además, los reactores de los núcleos de los amplificadores magnéticos resisten la radiación de neutrones extremadamente bien. Por esta razón especial, los amplificadores magnéticos se han utilizado en aplicaciones de energía nuclear.

## Limitaciones
La ganancia disponible en una sola etapa es limitada y baja en comparación con los valores usuales en los amplificadores electrónicos. La respuesta de frecuencia de un amplificador de alta ganancia se limita a aproximadamente una décima parte de la frecuencia de excitación, aunque esto a menudo se mitiga con amplificadores magnéticos excitadores con corrientes superiores a la frecuencia útil. Por otro lado, los amplificadores electrónicos de estado sólido pueden ser más compactos y eficientes que los amplificadores magnéticos. Los devanados de polarización y retroalimentación no son unilaterales y pueden acoplar energía desde el circuito controlado al circuito de control. Esto complica el diseño de amplificadores multietapa en comparación con los dispositivos electrónicos.

## Aplicaciones
Los amplificadores magnéticos fueron importantes como amplificadores de modulación y control en el desarrollo temprano de la transmisión de voz por radio. Se utilizó un amplificador magnético como modulador de voz para un alternador Alexanderson de 2 kW, y se utilizaron amplificadores magnéticos en los circuitos de codificación de los grandes alternadores de alta frecuencia utilizados para comunicaciones por radio. Los amplificadores magnéticos también se usaron para regular la velocidad de los alternadores Alexanderson para mantener la precisión de la frecuencia de radio transmitida. También se usaron para controlar los grandes alternadores de alta potencia al encenderlos y apagarlos para telegrafía o para variar la señal en las aplicaciones de modulación de voz. Los límites de frecuencia del alternador eran bastante bajos para el rango de trabajo de un multiplicador de frecuencia utilizado para generar frecuencias de radio más altas que las que el alternador era capaz de producir. Aun así, los primeros amplificadores magnéticos que incorporaban núcleos de hierro en polvo eran incapaces de producir frecuencias de radio superiores a aproximadamente 200 kHz. Tendrían que desarrollarse otros materiales, como los núcleos de ferrita y los transformadores llenos de aceite, para permitir que el amplificador produzca frecuencias más altas.
La capacidad de controlar grandes corrientes con poca potencia de control hizo que los amplificadores magnéticos fueran útiles para el control de circuitos de iluminación, para etapas de iluminación y para carteles publicitarios. Los amplificadores de reactores saturables también se utilizaron para controlar la potencia de los hornos industriales, y todavía se utilizan en algunos soldadores de arco.
Se utilizaron pequeños amplificadores magnéticos para los indicadores de sintonización de radio, control de motores pequeños (velocidad de ventiladores de enfriamiento), y control de cargadores de baterías.
Así mismo, se utilizaron ampliamente como elemento de conmutación en las primeras fuentes de alimentación de modo conmutado (SMPS), así como en el control de la iluminación. Los interruptores de estado sólido basados en semiconductores los han reemplazado en gran medida, aunque recientemente ha habido cierto interés en el uso de amplificadores magnéticos en fuentes de alimentación de conmutación compactas y fiables. Las fuentes de alimentación PC ATX a menudo usan amplificadores magnéticos para la regulación secundaria de voltaje lateral. Los núcleos diseñados específicamente para fuentes de alimentación en modo conmutado son fabricados actualmente por varias grandes compañías de electromagnetismo, incluidas Metglas y Mag-Inc.
Las locomotoras utilizaron amplificadores magnéticos para detectar el deslizamiento de las ruedas (hasta que fueron reemplazados por los transductores de corriente) aprovechando el efecto Hall. Los cables de dos motores de tracción se pasan por el núcleo del dispositivo. Durante el funcionamiento normal, el flujo resultante es cero, ya que ambas corrientes son iguales y en direcciones opuestas. Las corrientes difieren durante el deslizamiento de la rueda, produciendo un flujo resultante que actúa sobre el devanado de control, desarrollando un voltaje a través de una resistencia en serie con el devanado de CA, que se enviaba a los circuitos de corrección de deslizamiento de la rueda.
Los amplificadores magnéticos se pueden usar para medir altos voltajes de CC sin conexión directa al alto voltaje y, por lo tanto, todavía se usan en la técnica de la corriente continua de alta tensión. La corriente a medir se pasa a través de los dos núcleos, habitualmente por una barra conductora sólida, en la que casi no hay caída de voltaje. La señal de salida, proporcional a las vueltas de amperios en la barra de corriente de control, se deriva de la tensión de excitación alterna del amplificador magnético, y no hay tensión creada o inducida en la barra. La señal de salida solo tiene una conexión magnética con la barra, por lo que esta y la instrumentación correspondiente, permanecen aisladas del circuito de alto voltaje.
Los amplificadores magnéticos de instrumentación se encuentran comúnmente en naves espaciales, donde es altamente deseable un entorno electromagnético limpio.
La Kriegsmarine alemana hizo un amplio uso de los amplificadores magnéticos. Se utilizaron para los sistemas maestros de elementos estables, para la transmisión de movimiento lento para controlar armas, directores y telémetros y controles de tren y elevación. Se utilizaron en sistemas de aeronaves (aviónica) antes del advenimiento de los semiconductores de alta fiabilidad, y fueron importantes en la implementación de los primeros sistemas autoland y Concorde hizo uso de la tecnología para el control de las tomas de aire del motor antes del desarrollo de un sistema que usaba electrónica digital. Igualmente, los controles estabilizadores del Cohete V2 empleaban estos dispositivos.

### Uso en computación
Los amplificadores magnéticos fueron ampliamente estudiados durante la década de 1950 como un elemento de conmutación potencial para las unidades centrales de computación, porque podían usarse para sumar varias entradas en un solo núcleo, algo muy útil en la unidad aritmética lógica (ALU). Los tubos personalizados podrían hacer lo mismo, pero los transistores no, por lo que el amplificador magnético pudo combinar las ventajas de los tubos y de los transistores en una época en que estos últimos eran caros y poco fiables.
Los principios de los amplificadores magnéticos se aplicaron de forma no lineal para crear puertas lógicas digitales magnéticas. Esta etapa fue corta, duró desde mediados de la década de 1950 hasta aproximadamente 1960, cuando las nuevas técnicas de fabricación produjeron grandes mejoras en los transistores y redujeron drásticamente su costo. Solo se puso en producción una máquina basada en amplificadores magnéticos a gran escala, la UNIVAC Solid State, pero varias computadoras contemporáneas de finales de los años cincuenta y principios de los sesenta utilizaron la tecnología, como la Ferranti Orion y la English Electric KDF9, o la singular MAGSTEC.

## Historia

### Desarrollo inicial
Una fuente de voltaje y un potenciómetro conectado en serie pueden considerarse como una fuente de señal de corriente continua para una carga de baja resistencia, como la bobina de control de una reactancia saturable que amplifica la señal. Por lo tanto, en principio, un reactor saturable ya es un amplificador electrónico, aunque antes del siglo XX se usaban para tareas simples, como el control de la iluminación y la maquinaria eléctrica desde 1885.
En 1904, el pionero de la radio Reginald Fessenden hizo un pedido de un alternador mecánico rotativo de alta frecuencia a la General Electric Company, capaz de generar CA a una frecuencia de 100 kHz para ser utilizado para la transmisión de radio de onda continua a grandes distancias. El ingeniero eléctrico Ernst F. Alexanderson desarrolló el alternador Alexanderson de 2 kW. Hacia 1916, Alexanderson agregó un amplificador magnético para controlar la transmisión de estos alternadores rotativos utilizados en la comunicación por radio transoceánica.
Las demostraciones experimentales de telegrafía y telefonía realizadas durante 1917 atrajeron la atención del gobierno de EE. UU., especialmente a la luz de los fallos parciales registrados en el cable transoceánico que cruzaba el Atlántico. El alternador de 50 kW fue encargado por la Marina de los EE. UU., y se puso en servicio en enero de 1918, siendo usado hasta 1920, cuando se construyó e instaló un conjunto generador-alternador de 200 kW.

### Uso en generación de energía eléctrica
Se utilizaron ampliamente en la generación de energía eléctrica desde principios de la década de 1960 en adelante. Proporcionaron la pequeña amplificación de señal para la regulación automática de voltaje del generador (AVR) desde una pequeña señal de error a nivel de milivatios (mW) a 100 kilovatios (kW). Esta señal era convertida a su vez por una máquina rotativa (excitador) a un nivel de 5 megavatios (MW), la potencia de excitación requerida por una unidad típica de generador de turbina de planta de energía de 500 MW, probando ser un sistema duradero y fiable. Muchos siguieron en servicio hasta mediados de la década de 1990 y algunos todavía están en uso en estaciones generadoras más antiguas, especialmente en plantas hidroeléctricas que operan en el norte de California.

## Nombre inapropiado

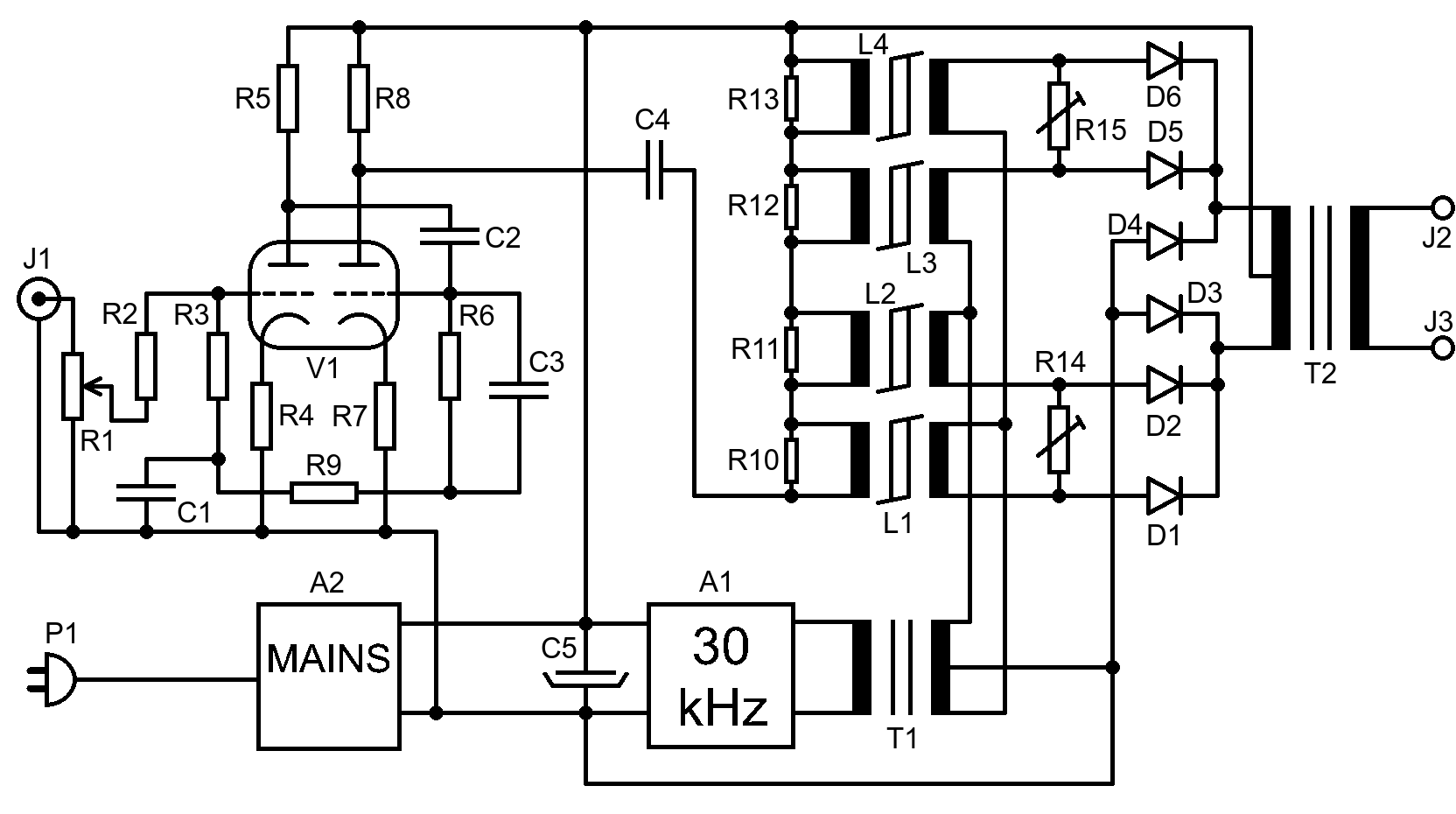
Un amplificador de audio magnético "real", diseñado por el ingeniero sueco Lars Lundahl, utiliza reactores saturables en su etapa final de amplificación de potencia

En la década de 1970, Robert Carver diseñó y produjo varios amplificadores de audio de alta potencia y alta calidad, llamándolos amplificadores magnéticos. De hecho, en la mayoría de los aspectos eran diseños de amplificadores de audio convencionales con circuitos de alimentación inusuales. No eran amplificadores magnéticos como se define en este artículo, y no deben confundirse con amplificadores de audio magnéticos reales, que también existen.